# 胡黄连属
胡黄连属（学名：Neopicrorhiza）是车前科下的一个属（曾为玄参科下一个属，从天竺黄连属(Picrorhiza)中拆分出），为多年生草本植物。该属共有印度胡黄连（N. kurroa）和西藏胡黄连（N. scrophulariiflora）两种，印度、巴基斯坦、越南以及中国西藏、云南等地。